# Lipót badeni nagyherceg
I. Lipót badeni nagyherceg (németül: Großherzog Leopold I. von Baden, teljes nevén Karl Leopold Friedrich; Karlsruhe, 1790. augusztus 29. – Karlsruhe, 1852. április 24.) hochbergi báró és birodalmi gróf, 1830–1852 között Baden nagyhercege.

## Élete
Lipót Károly báró 1790-ben látott napvilágot Károly Frigyes badeni őrgróf és Luise Karoline Geyer von Geyersberg bárónő első gyermekeként. Édesanyja nem származott elég előkelő családból ahhoz, hogy egy uralkodó felesége legyen; így amikor a bárónő 1787-ben Károly Frigyes őrgróf második neje lett, házasságukat morganatikusnak nyilvánították. Ez azt jelentette, hogy egyetlen gyermekük sem támaszthatott igényt a badeni trónra, noha mind Luise Karoline, mind utódjai a „báró Hochberg” rangra emelkedtek.
Lipót Károly, aki születésétől fogva a Hochberg nevet viselte családnévként; a heidelbergi egyetemen tanult politikatudományt és gazdaságtant. Édesapja, aki az I. Napóleon francia császárral kötött szövetség révén nagyherceggé vált, finanszírozta fia európai körútját, melynek célja a tanulás volt. Mivel nem volt dinasztikus szerepe, az 1796-ban birodalmi grófi címet kapott Lipót Károly a francia hadsereg kötelékeibe lépett. Huszonnégy éves korában részt vett a napóleoni háborúkban; ekkor nevezték ki vezérőrnagynak.
1817-re világossá vált az akkori nagyherceg és egyben Lipót gróf féltestvére, I. Károly számára, hogy a badeni uralkodócsaládot a kihalás veszélye fenyegeti. Az uralkodónak ugyan születtek fiúgyermekei, de mindegyikük csecsemőként elhalálozott; fivérei közül pedig csak Lajos herceg volt már életben, aki szintén nem rendelkezett törvényes örökösökkel. Károly nagyherceg ekkor attól való félelmében, hogy halála után sógora, I. Miksa bajor király kaparintja meg Baden trónját, az öröklési törvény módosításához folyamodott. Hercegi címre emelte féltestvéreit, akik így jogosan léphettek fel trónigényükkel. Dinasztikus helyzetük megerősítéseként I. Lajos nagyherceg feleségül adta Lipót herceghez távoli unokatestvérét, Zsófia Vilma svéd királyi és schleswig–holsteini hercegnőt. Noha az 1818-ban lefektetett badeni alkotmány rövid időre ismét törvényen kívül helyezte a Hochbergek trónigényét, az 1819. július 10-én kötött frankfurti béke ismét visszahelyezte őket a trónöröklési sorba.
1830. március 30-án elhunyt I. Lajos nagyherceg, Károly Frigyes nagyherceg utolsó törvényes fia. A badeni koronát így Lipót Károly kapta meg, aki I. Lipótként lépett a nagyhercegség élére. 1843-ban az uralkodó elvette az egykori badeni őrgrófok hagyományos lakhelyének számító Új-kastélyt Stefánia özvegy nagyhercegnétől, és Friedrich Theodor Fischer tervei alapján megkezdődött a kastély felújítása. A munkálatokat 1847-re fejezték be; a nagyhercegi család ekkor állandó lakhelyként foglalta el az épületet.
Uralkodását azzal kezdte, hogy leváltotta bátyja kormányát, és új, haladó szellemű testületet állított helyére. A közvélemény ennek láttán nagy elvárásokat támasztott Lipót nagyherceggel szemben, aki viszont nem tudott ennek megfelelni. Az ennek kapcsán érzett elégedetlenséget csak fokozta, hogy 1833-ban állítólag Lipót nagyherceg felesége megbízásából gyilkolták meg Kaspar Hausert. Hauser nürnbergi lelencgyermek volt, akit többek szerint még születésekor elcseréltek, és ő valójában Károly nagyherceg egyik fia. A gyilkosság hátterében dinasztikus okokat sejtettek; a merénylet hatására megerősödő ellenszenv Lipót nagyherceg iránt odáig fajult, hogy 1848 elején forradalom tört ki Badenben, a nemesi jogok ellen és a köztársaságért tüntetve. 1849. május 13-án éjjel a nagyherceg és családja Koblenzbe menekült a szüntelen lázongások elől; másnap a nagyhercegi kormányt teljes egészében leváltották. A száműzött uralkodó külföldi segítséget kért: előbb hesseni, majd porosz seregek vonultak a forradalom leverésére. A porosz királyi csapatok alig két hónapon belül legyőzték a lázadók minden erőjét, a fontosabb vezetőket kivégezték, a többit száműzték. 1849. augusztus 18-án Lipót nagyherceg Vilmos porosz herceg kíséretében visszatért Karlsruhéba. A badeni uralkodó kénytelen volt eltűrni az országa feletti porosz ellenőrzést és a teljes badeni hadsereg poroszok általi újraszervezését.

## Házassága és gyermekei
1819. július 25-én Lipót Károly feleségül vette Zsófia Vilma svéd királyi hercegnőt. Kapcsolatukat a kezdetekben boldogság jellemezte; azonban a Hauser-ügy miatt viszonyuk megromlott. Összesen nyolc gyermekük született:
- Alexandrina hercegnő (1820–1904), házassága révén Szász–Coburg–Gotha hercegnéje
- id. Lajos herceg (1822. október 26. – 1822. november 16.)
- ifj. Lajos herceg (1824–1858), II. Lajos néven Baden nagyhercege
- Frigyes herceg (1826–1907), I. Frigyes néven Baden nagyhercege
- Vilmos herceg (1829–1897), tiszt a porosz királyi hadseregben, később parlamenti képviselő
- Károly herceg (1832–1906), morganatikus házasságot kötött Rosalie von Beusttal, Rhena grófnőjével
- Mária hercegnő (1834–1899), házassága révén Leiningen hercegnéje
- Cecília hercegnő (1839–1891), házassága révén „Olga Fjodorovna” néven orosz nagyhercegné.

Lipót nagyhercegnek már a forradalom előtti években is súlyos egészségügyi gondjai voltak. Panaszai felerősödtek a lázadás hatására, és 1852. április 24-én elhunyt. Legidősebb életben maradt fia, ifjabb Lajos herceg követte őt a trónon, aki elmezavara miatt két éven belül lemondott öccse, Frigyes herceg javára.
| Előző uralkodó: I. Lajos | Baden uralkodója 1830 – 1852 | Következő uralkodó: II. Lajos |

## Fordítás
- Ez a szócikk részben vagy egészben a Leopold, Grand Duke of Baden című angol Wikipédia-szócikk ezen változatának fordításán alapul.  Az eredeti cikk szerkesztőit annak laptörténete sorolja fel. Ez a jelzés csupán a megfogalmazás eredetét és a szerzői jogokat jelzi, nem szolgál a cikkben szereplő információk forrásmegjelöléseként.
- Ez a szócikk részben vagy egészben a Leopold (Baden) című német Wikipédia-szócikk ezen változatának fordításán alapul.  Az eredeti cikk szerkesztőit annak laptörténete sorolja fel. Ez a jelzés csupán a megfogalmazás eredetét és a szerzői jogokat jelzi, nem szolgál a cikkben szereplő információk forrásmegjelöléseként.